# 淡水龜
淡水龜是指生活在河川、溪流、湖泊、池塘等淡水環境的龜類，在這些地方亦可看見牠們的蹤影，
常见的龟类有红耳龟，草龟，巴西龟
淡水龜跟海龜一樣，雌龜會爬到岸上產卵，然後回到水裡。